# Messe Tu es Petrus (Palestrina)
La Missa Tu es Petrus est une messe parodique à six voix (SSATBB) de Giovanni Pierluigi da Palestrina publiée pour la première fois dans le Missarum, Liber 15 (1887) de l'édition de Franz Xaver Haberl.
L'œuvre à la base de la parodie est un des trois motets de Palestrina sur le texte Tu es Petrus (« Tu es Pierre »), composé en 1572, destinés « à la fête de saint Paul et de saint Pierre » (29 juin). Les deux autres sont à 5 et 7 voix.
Il existe deux autres Missae Tu es Petrus de Palestrina.  La moins connue étant une messe paraphrasée à six voix sur l'antienne grégorienne publiée à titre posthume dans Missarum, Liber 12 (1601), et une messe polychorale pour 18 voix d'authenticité douteuse qui adapte la musique du même motet de 1572 aux textes de l'ordinaire de la messe.

## Histoire
La messe Tu es Petrus est une des nombreuses messes-parodie écrites par Palestrina, parmi lesquelles on peut noter Ecce sacerdos magnus ; L'Homme armé ; Ut, re, mi, fa, sol, la ; Ave Maria ; et Veni Creator Spiritus. Elle parodie son motet du même nom, écrit pour la fête de Saint Pierre et Saint Paul et édité à Rome dans son second livre de motets, en 1572. La messe en tire l’essentiel de son matériel musical et par endroits, surtout au début de presque tous ses principaux mouvements, elle reproduit plus ou moins à l’identique la première phrase du motet.
Haberl publie cette messe dans une première édition en 1887, d'après des transcriptions qu'il a réalisé à partir de sources manuscrites conservées à la bibliothèque du Vatican.

## Analyse
La messe se compose de sept mouvements, habituels pour une messe chorale : Kyrie, Gloria, Credo, Sanctus, Benedictus, Agnus Dei 1 et Agnus Dei 2.
Cette Messe est à six voix, deux voix de sopranos, une d'alto, une de ténor et deux de basses.
Le motet, comme la messe, sont d'un ton très enjoué et font un usage intensif de l'antiphonie. Les chanteurs expriment l'exultation et la joie extérieure, ainsi que la certitude qui reflète et respecte le contexte biblique du motet. Le motet adopte, dans une tonalité majeure lumineuse, une écriture antiphonaire claire, où les effectifs vocaux sans cesse changeants se passent et se repassent des phrases du texte, multipliant les effets, et conférant à l’ensemble une dimension joyeuse et fervente. 
La messe est d'une écriture très semblable, adaptée à son texte, mais développe encore davantage le style fugué avec de vastes passages de figuration, qui l’enrichissent et lui donne une certaine ampleur. Ces développements fugués, encore plus présents dans la messe que dans le motet, confèrent à ses mouvements un caractère exubérant, presque extraverti.
Dans AllMusic, Donato Mancini écrit : « Le style de Palestrina est pratiquement devenu un modèle de la musique à consonance sacrée, en partie parce qu'il appartenait à la dernière génération de compositeurs dédiés à un style purement contrapuntique. Son propre objectif stylistique semble avoir été de résumer et porter à un sommet de raffinement et de clarté les réalisations de ceux qui l'ont précédé. Missa Tu es Petrus est l'une de ces œuvres où cet objectif est le plus parfaitement atteint ».